# Katja Kotsch
Katja Kotsch (* 28. April 1969 in Berlin) ist eine deutsche Immunologin.

## Leben
Von 1988 bis 1996 studierte sie Biologie und Politik an der TU Berlin. Im Juni 1996 legte sie das Staatsexamen in Biologie und Politik ab. Von 1996 bis 1999 fertigte sie die Dissertation zum Dr. rer. nat. im Fach Immunologie in der Abteilung für Transfusionsmedizin an der Charité – Universitätsmedizin Berlin. Von 1999 bis 2000 war sie wissenschaftliche Mitarbeiterin am Deutschen Rheumaforschungszentrum Berlin unter der wissenschaftlichen Anleitung von Andreas Radbruch. Von 2000 bis 2001 war sie wissenschaftliche Mitarbeiterin am Deutschen Herzzentrum Berlin. Von 2001 bis 2010 war sie Gruppenleiterin am Institut für Medizinische Immunologie an der Universitätsmedizin Charité unter der Leitung von Hans-Dieter Volk. 2004 forschte Katja Kotsch am T. E. Starzl Transplantation Institute der University of Pittsburgh in der Arbeitsgruppe von Angus Thomson. Von 2003 bis 2005 absolvierte sie ein Teilzeitstudium an der Berlin School of Economics; Abschluss: Master of Business Administration Health Care Management (MBA). Nach der Habilitation 2008 an der Charité (1. Gutachter: Edward Geissler, 2. Gutachter: Dieter Kabelitz) lehrte sie von 2010 bis 2015 an der Medizinischen Universität Innsbruck auf der Professur für Experimentelle Transplantationsimmunologie. Im September 2012 erhielt sie den ersten Platz auf der Berufungsliste für die W3-Professur Grundlagen in der Transplantation der Universität Duisburg-Essen. Seit 2015 leitet sie die immunologischen Forschungen an der Klinik für Chirurgie der Charité. Seit 2016 lehrt Katja Kotsch als W2-Professorin für Chirurgische Forschung der Charité.
Ihre speziellen Arbeitsschwerpunkte sind die Immunoseneszenz von Allotransplantaten, der Einfluss des Gehirntodes des Spenders auf das Allotransplantat-Überleben und die Relevanz angeborener Lymphozyten für die Organtransplantation.

## Kritik
In ihrer überraschend kurzen Habilitationsschrift wurden im VroniPlag Wiki bislang auf über 50 % der Seiten Plagiatsfundstellen dokumentiert.

## Werke (Auswahl)
- Vergleichende Analyse der molekularen Diversität der MHC-DRB-Loci anhand der Introns 1 und 2 bei Menschen und nicht-humanen Primaten. 2000, OCLC 638027882 (zugleich Dissertation, HU Berlin 2000).
- Diagnostik und Therapie der Transplantatqualität. Berlin 2008, OCLC 918072446 (zugleich Habilitationsschrift, Charité 2008).